# Formule en blanc
Formule en blanc (titre original : Blank Form) est une nouvelle humoristique de science-fiction d’Arthur Sellings.

## Parutions

### Parutions aux États-Unis
La nouvelle est parue initialement aux États-Unis dans Galaxy Science Fiction no 91 en juillet 1958.

### Parutions en France
La nouvelle a été publiée en France en 1974 dans l'anthologie Histoires d'extraterrestres, pages 191 à 213 (rééditions en 1976, 1978, 1984, 1986 et 1997) et traduite en français par Paul Hébert.

### Parution en Italie
La nouvelle est paru en Italie en 2002, sous le titre Lo stampo vuoto .

## Résumé
Le psychiatre Fletcher, roulant le soir sur une petite route de campagne, percute quelque chose qu'il pense être un homme. Il s'arrête et recherche le corps de celui qu'il a percuté. Il croise un immense serpent qui s'enfuit en le voyant. Il est étonné de ne rien trouver, et de croiser la route d'un immense serpent, rencontre bien improbable quant à ce type d'animal à ce moment de l'année. Il poursuit ses recherches et rencontre un homme qui déclare n'avoir rien vu. L'homme dit s'appeler Lewis et tente de persuader Fletcher qu'il a percuté un sanglier ou une branche d'arbre. Néanmoins Fletcher est étonné de rencontrer cet homme et, à la suite d'une conversation, une bagarre a lieu entre les deux hommes. Lewis se transforme en cerf et prend la fuite. Fletcher le maîtrise et le cerf redevient l'homme « Lewis ». Ce dernier, assommé, est mis dans sa voiture par Fletcher qui l'emmène chez lui. Comment Lewis est-il parvenu à se transformer ? 
Une conversation sérieuse s'engage entre les deux hommes. Lewis l'informe qu'il est amnésique et qu'il ne sait rien de son passé. Il ne connaît même pas ses nom et prénom, ni son pays de naissance. Il a choisi le prénom de Lewis car il fallait bien qu'il se fasse appeler par un prénom. Quant à ses transformations, il est effectivement capable de se transformer n'importe quelle forme, y compris la plus improbable. Fletcher en vient à penser que Lewis est peut-être un extraterrestre abandonné par ses congénères. Il décide de tenter de découvrir la vraie forme (ou forme naturelle) de Lewis. Utilisant l'hypnose et avec l’accord de Lewis, il permet à ce dernier de se transformer en de multiples formes, animales ou inconnues sur Terre. La tentative échoue au bout de plusieurs jours. Fletcher entame alors une enquête pour savoir où Lewis a été découvert. Il parvient à retrouver les gens qui, trois ans auparavant, avaient les premiers rencontré Lewis, déjà amnésique : il s'agit de bûcherons isolés dans une lointaine vallée. 
Après plusieurs jours de réflexion, Fletcher pense avoir trouvé la forme originelle de Lewis : une forme à la fois très connue mais improbable dans un environnement de bûcherons. Il prononce « le mot » et l'effet d'amnésie disparaît. Lewis se transforme dans sa forme originelle et la mémoire lui revient d'un coup. Son prénom est Ruvil, et sa forme est celle… d'une femme. Ruvil avait été exilée sur Terre à la suite d'une révolution de palais sur la planète Varn. Profitant de son corps de femme, Ruvil s'approche de Fletcher et lui propose de pousser plus loin la connaissance de leurs corps respectifs…